# Cosmoscarta minor
Cosmoscarta minor är en insektsart som beskrevs av Atkinson 1889. Cosmoscarta minor ingår i släktet Cosmoscarta och familjen spottstritar. Inga underarter finns listade i Catalogue of Life.